# Lisbeth Glaeser-Wilken

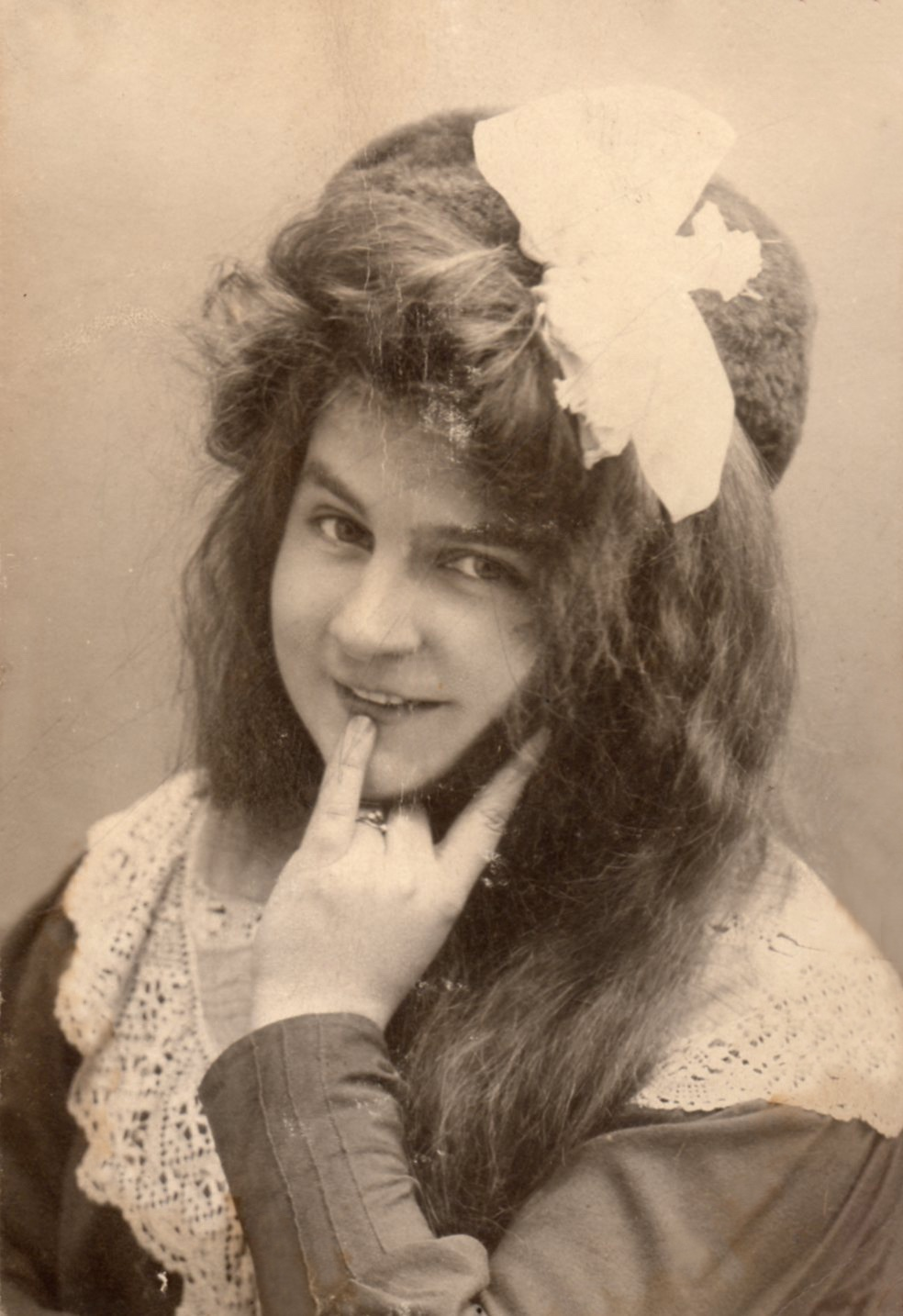
Lisbeth Wirtson (1910)

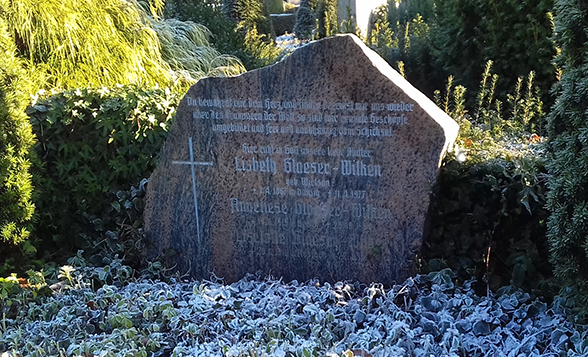
Grabstätte Lisbeth Gläser-Wilken

Lisbeth Glaeser-Wilken, geb. Wirtson,  (* 1. April 1887 in Danzig; † 11. April 1977 in Lübeck) war eine deutsche Schauspielerin und Lehrerin.

## Leben
Wirtson stammte aus einer Reedersfamilie mit familiären Wurzeln in Schweden (Karlstad und Karlskrona). In Danzig besuchte sie die private Institution der Dr. Ferner’schen Höheren Töchter- oder Mädchenschule und erlernte danach den Beruf der Lehrerin am Danziger Lehrerinnenseminar; die Lehramtsprüfung wurde 1907 in Danzig abgelegt. Gleichzeitig wurde sie zur Schauspielerin ausgebildet, nahm Sprechunterricht bei Clotilde Barth und erhielt ihre Ausbildung im dramatischen Fach bei Ernst Gerlach (beide zu dieser Zeit in Danzig). Zudem erhielt sie eine musikalische Ausbildung in Klavier, Orgel und Gesang.
Nach kurzzeitigen Anstellungen als Lehrerin in Schlochau und Danzig, sprach sie bei Max Reinhardt in Berlin vor, der sie an eine fahrende Theatertruppe in Bad Landeck vermittelte. Wirtson hatte danach verschiedene Engagements bei wandernden Theaterensembles. 1910 wurde sie am Elbinger Stadttheater fest angestellt und debütierte im Oktober in der Rolle der Helena im Stück „Das Glück im Winkel“ von Hermann Sudermann. Drei Jahre später heiratete sie ihren Regisseur Paul Albert Glaeser-Wilken in Riga. Danach folgte sie ihrem Mann an verschiedene Theater. Von 1915 bis 1920 war die Familie in Rostock ansässig, wo drei Kinder geboren wurden. Anfang der 1920er Jahre zog die Familie nach Berlin.
Die Jahre der wirtschaftlichen Depression in Deutschland brachten auch für diese Familie massive finanzielle Schwierigkeiten mit sich, so dass sie sich entschied, wieder im Beruf der Lehrerin tätig zu werden. Ab den 1930er Jahren trat sie nur noch sporadisch auf. Eine Tonaufnahme aus dem Jahr 1974 befindet sich im Theatermuseum im Verbund der Meininger Museen.
Ende der 1930er Jahre zog die Familie nach Groß Buchholz bei Perleberg, wo Lisbeth Glaeser-Wilken an der dortigen Schule unterrichtete, Klavierstunden gab und mit Orgelspiel der Familie eine zusätzliche Verdienstmöglichkeit erschloss. 1942 verstarb Paul Albert Glaeser-Wilken, Anfang der 1950er Jahre verzog Lisbeth Glaeser-Wilken mit den beiden Töchtern nach Versmold.
Lisbeth Glaeser-Wilken verstarb während eines Kuraufenthaltes in Lübeck und wurde von dort in das Familiengrab nach Versmold überführt (Grablege C, II, 004/2 auf dem Friedhof der Ev.-Luth. Kirchengemeinde Versmold).
Lisbeth und Paul Albert Glaeser-Wilken sind Vorfahren des Schriftstellers Paul Alfred Kleinert.

## Repertoire
Glaeser-Wilken spielte in Theaterstücken von Hermann Sudermann, Ernst von Wildenbruch, Karl von Holtei, Gerhart Hauptmann, Frank Wedekind, Carl Sternheim, der deutschen Klassiker und Henrik Ibsen.